# Senatobia
La ville de Senatobia est le siège du comté de Tate, situé dans l'État du Mississippi, aux États-Unis.

## Source
- (en) Cet article est partiellement ou en totalité issu de l’article de Wikipédia en anglais intitulé « Senatobia, Mississippi » (voir la liste des auteurs).